# Bandar Seri Begawan
Bandar Seri Begawan (malajsko بندر سري بڬاوان) je glavno mesto Bruneja in s približno 100.700 prebivalci (po oceni leta 2011) največje mesto tega sultanata v Jugovzhodni Aziji. V celotnem metropolitanskem območju, ki približno ustreza okrožju Brunej-Muara, enemu od štirih okrožij v upravni delitvi države, živi skoraj 300.000 oz. tri četrtine vseh Brunejcev. Stoji ob Brunejskem zalivu na severni obali otoka Borneo, kjer se reka Brunej izliva v Južno kitajsko morje.
Glavna znamenitost je sultanova palača Istana Nurul Iman, ki služi kot uradna kraljevska rezidenca in sedež vlade, zato ni odprta za javnost. Ima 200.000 kvadratnih metrov površine in je vpisana v Guinessovo knjigo rekordov kot največja rezidenčna palača na svetu. Brunej je z nafto bogata država, odraz česar sta poleg palače tudi dve razkošni mošeji: mošeja Omarja Alija Sajfudina z zlato kupolo in notranjostjo, prekrito z italijanskim marmorjem, ter mošeja Džame’asr Hasanal Bolkiah, ki je še večja. Širše znana je tudi »vodna vas« Kampong Ajer, eno od predmestij, ki ga sestavljajo hiše na kolih. Kampong Ajer je bil nekoč politično središče Bruneja, vrvež na vodnih poteh, ki vodijo med hišami, je fasciniral že Magellanovega kronista Antonia Pigafetto, ki je kraj primerjal z Benetkami.